# ジョイス・タン
ジョイス・タン（Joyce Tang、滕麗名、1976年（1974年生という説もあり）1月20日 - ）は、香港生まれの女優、歌手である。本名は滕麗明。身長170cm、体重51kg。仏教孔仙洲記念中学卒業。TVB／海潤メディア所属。
1995年、ニュー・タレント・シンギング・コンテストに参加を経て、第8回TVBの俳優養成所に入所し、女優デビュー。その後、テレビドラマ『難兄難弟』、『師奶強人』、『陀槍師姐シリーズ』、『雪山飛狐』、『倚天屠龍記』、『尋秦記』、『窈窕熟女』、『師奶股神』などにレギュラー出演し人気を博す。

## 出演作品

### テレビドラマ (TVB)
| 放映年 | タイトル           | 役名                        | 協力俳優／女優                                                                           |
| 1995年 | 真情               | 梁冰雪                      | -                                                                                        |
| 1996年 | 河東獅吼           | 阿紅                        | ゴードン・ラム、エスター・クァン、ジジ・フー                                             |
| 1996年 | 天降財神           | 岑嘉文                      | ボビー・アウヨン、マリアンヌ・チャン、ロジャー・クオック                                 |
| 1997年 | 難兄難弟           | 阿珍                        | ガレン・ロー、マギー・チョン、フランシス・ン、ジェシカ・ヘスター・スアン                 |
| 1997年 | 真命天師           | 龍菁菁                      | ニック・チョン、黄智賢、劉錦玲                                                           |
| 1998年 | 師奶強人           | 慕容菲                      | ハッケン・リー、ジョイ・リョン、梅小恵                                                   |
| 1998年 | 陀槍師姐           | 陳三元                      | ボビー・アウヨン、エスター・クァン、マルコ・ガイ                                         |
| 1998年 | 難兄難弟之神探李奇 | 姚LINA                      | ガレン・ロー、ゴードン・ラム、マギー・チョン、呉綺莉                                     |
| 1999年 | 雪山飛狐           | 聶桑青                      | フェリックス・ウォン、サニー・チャン、マギー・シウ、シャーメイン・シェー                 |
| 1999年 | 刑事偵緝檔案IV     | 尹秋月                      | -                                                                                        |
| 2000年 | 陀槍師姐II         | 陳三元                      | ボビー・アウヨン、エスター・クァン、マルコ・ガイ                                         |
| 2000年 | 雷霆第一關         | Elsa                        | リザ・ウォン、ジェシカ・ヘスター・スアン、王喜、ジェイド・リョン                         |
| 2001年 | 倚天屠龍記         | 紀曉芙／楊不悔              | ロレンス・ン、シャーメイン・シェー、ジジ・ライ                                           |
| 2001年 | 美味情縁           | 蘇眉                        | 陳慧珊、ロレンス・ン、ジョー・マー、ミリアム・ヨン、レイモンド・ラム                     |
| 2001年 | 陀槍師姐III        | 陳三元                      | ボビー・アウヨン、エイダ・チョイ、マルコ・ガイ                                           |
| 2001年 | 尋秦記             | 善柔                        | レイモンド・ラム、ジェシカ・ヘスター・スアン、ルイス・クー                               |
| 2002年 | 彩色世界           | 程詩敏                      | ボウイ・ラム、ジェシカ・ヘスター・スアン、マイケル・トン                                 |
| 2003年 | 洗冤録II           | 楊丹鳳                      | ボビー・アウヨン、シャーメイン・シェー、スティーヴン・アウ                               |
| 2003年 | 十萬噸情縁         | 丁家嘉（Christine／ 阿Din） | ニック・チョン、マギー・チョン、蒋志光、アンジェラ・トン                                 |
| 2003年 | 非常外父           | 洪棉                        | アダム・チェン、イップ・トン、ミシェール・イェー                                         |
| 2004年 | 陀槍師姐IV         | 陳三元                      | ボビー・アウヨン、エイダ・チョイ、マルコ・ガイ、フランキー・ラム、ヨーヨー・モン         |
| 2004年 | 心慌・心郁・逐個捉 | 水寧（Celine）              | ジョー・マー、ヴィクトリア・ジェーン・ジョリー、郭耀明                                   |
| 2004年 | 心理心裏有個謎     | 應靈山                      | サニー・チャン、ケビン・チェン、チェリー・コン                                           |
| 2005年 | 御用閒人           | 継皇后                      | アダム・チェン、マルコ・ガイ、シェレン・タン、タヴィア・ヨン                             |
| 2005年 | 窈窕熟女           | 馬小宝（Bobo）              | ナタリス・チャン、クリスティーン・ン、キングダム・ユン、ベリンダ・ハメット、ルイス・ユン |
| 2008年 | 野蠻奶奶大戦戈師奶 | 高家宝（Coco）              | リザ・ウォン、ミョーリー・ウー、ボスコ・ウォン、デレク・クオック、ナンシー・ウー         |
| 2008年 | 和味濃情           | 譚宝宝                      | マイケル・タオ、ルイーザ・ソー、バーニス・リウ、ポール・チュン                           |
| 2008年 | 師奶股神           | 顧家珍（Janet）             | キキ・ション、マイケル・ツェー、ドミニク・ラム、アンジェラ・トン                         |
| 2009年 | 老婆大人II         |                             | ジェシカ・ヘスター・スアン、サニー・チャン、セレナ・リー、パトリック・タン               |
| 2009年 | 桌球天王           | 銭滔滔                      | アダム・チェン、デレク・クオック、ニキ・チョウ、パトリック・タン、許紹雄                 |
| 制作中 | 殭屍奶奶再戦戈師奶 |                             | リザ・ウォン、ミョーリー・ウー、ボスコ・ウォン、デレク・クオック、許紹雄                 |
| 制作中 | 掌上明珠           |                             | ジェシカ・ヘスター・スアン、ボウイ・ラム、マイケル・タオ、キキ・ション                   |

### 映画
- 1996年：『天涯海角』
- 1997年：『少女心事』
- 『4個32A和一個香蕉少年』
- 2002年：『監獄風雲—傳教士』
- 2002年：『迷離檔案—迷失世界』
- 『龍馬精神大贏家』
- 『新東成西就』
- 『盜帥留香韋小宝』

### テレビ番組
- 超級無敵獎門人（1995年、TVB）
- 性本善（2007年、RTHK） - 第1話
- 鐵甲無敵獎門人（2008年、TVB）

## 音楽作品 (歌曲)
- 魔法グルグル（テレビアニメ『魔法陣グルグル』広東語版主題歌）
- 齊來動腦筋（テレビアニメ『魔法陣グルグル』広東語版挿入歌）
- 女巫学飛天
- 陽光不断照